# Anouar Ait El Hadj
Pour les articles homonymes, voir Hadj (homonymie).
Anouar Ait El Hadj, né le 20 avril 2002 à Molenbeek-Saint-Jean (Bruxelles) en Belgique, est un footballeur belgo-marocain, qui possède la double nationalité, et joue au poste de milieu de terrain à l'Union Saint-Gilloise.

## Biographie

### En club

#### Jeunesse et formation
Anouar Ait El Hadj naît à Molenbeek-Saint-Jean (Bruxelles) en Belgique de parents marocains. Il grandit dans le quartier Pierron dans la commune de Molenbeek-Saint-Jean,. Dès ses trois ans, il fait ses premières touches de balles dans l'Agora Space du parc Pierron. Son père, Driss Ait El Hadj, l'inscrit au RWDM Brussels à l'âge de cinq ans. En 2011, il rejoint La Gantoise et y reste une saison. En 2012, âgé alors de dix ans, il intègre le centre de formation du RSC Anderlecht. Lorsqu'il a quinze ans, il reçoit une offre du Tottenham Hotspur FC. Le père d'Anouar Ait El Hadj décide de refuser l'offre du club anglais pour des raisons sportives. Il participe à plusieurs compétitions juniors dont l'UEFA Youth League avec les moins de 17 ans du RSC Anderlecht. En avril 2019, il remporte le prix du meilleur joueur de la Future Cup (nl), succédant ainsi à Riqui Puig (2016), Ryan Gravenberch (2017) et Naci Ünüvar (2018).

#### Débuts professionnels au RSC Anderlecht (2019-2023)
Au début de la saison 2019-2020, âgé alors de dix-sept ans, il participe à la préparation estivale avec l'équipe première du RSC Anderlecht.
Le 28 juillet 2019, il fait ses débuts professionnels à l'âge de dix-sept ans et trois mois à l'occasion de la première journée du championnat belge. Anouar Ait El Hadj entre à la 87e minute et remplace Pieter Gerkens. Lors de cette rencontre à domicile, le RSC Anderlecht s'incline contre le KV Ostende (1-2). Il joue son deuxième et dernier match de la saison avec l'équipe première d'Anderlecht lors de la neuvième journée de championnat. Lors de ce match face à Waasland-Beveren (match nul, 0-0), il entre en jeu à la 66e minute et remplace Peter Žulj. Le club anderlechtois termine à la huitième place du championnat après l'arrêt de la compétition pour cause de pandémie de Covid-19.
Lors de la saison saison 2020-2021, il est titularisé par Vincent Kompany lors de la deuxième journée du championnat contre le K Saint-Trond VV (victoire, 3-1). Anouar Ait El Hadj dispute ce jour-là son premier match complet en équipe première (90 minutes). Fin septembre 2020, il prolonge son contrat au RSC Anderlecht jusqu'en 2024. Le 7 février 2021, il inscrit son premier but en professionnel contre le KRC Genk (victoire, 1-2). Le 5 avril 2021, il marque un joli but contre l'Antwerp, lui valant une nomination parmi les plus beaux buts du mois en Jupiler Pro League. 
En fin de saison, il est nommé avec Noa Lang et Charles De Ketelaere pour le titre de meilleur espoir de la saison 2020-2021.
Le 25 juillet 2021, Anouar Ait El Hadj commence la saison 2021-2022 par une défaite de 1-3 contre l'Union saint-gilloise. Il entre en jeu à la 63e minute à la place de Yari Verschaeren. Le 11 décembre 2021, il marque son premier but de la saison en championnat face au RFC Seraing sur une passe décisive de Benito Raman (victoire, 0-5).

#### KRC Genk (2023-2024)
Le 18 janvier 2023, après plus de dix ans au RSC Anderlecht, Anouar Ait El Hadj est transféré définitivement au KRC Genk. À 20 ans, le jeune bruxellois quitte les Mauves et Blancs, son club de cœur, pour se lancer un nouveau défi au KRC Genk.
Le 29 juillet 2023, il est titularisé et dispute 76 minutes à l'occasion de son premier match de la saison 2023-24 contre le RWD Molenbeek avant d'être remplacé par Bilal El Khannouss (victoire, 0-4). Il joue 37 matches et inscrit 5 buts pour le club limbourgeois.

#### Union Saint-Gilloise (depuis 2024)
Le 13 juillet 2024, il revient dans la capitale belge en étant transféré à la Royale Union saint-gilloise pour un montant de 1,5 M € et signe un contrat pour quatre saisons chez les Unionistes.

### En sélections nationales

#### Parcours junior avec la Belgique
En 2016, Anouar Ait El Hadj figure sur la liste de l'équipe U15 du Maroc. Il participe à un stage d'entraînement qui a lieu à Liège en Belgique et dispute deux matchs amicaux.
À l'âge de quinze ans, il est convoqué avec l'équipe de Belgique U16. Il marque trois buts pour onze matchs joués avec les moins de 16 ans belges.
Le 23 avril 2019, Bob Browaeys (nl) convoque vingt joueurs pour prendre part à l'Euro U17 2019. Anouar Ait El Hadj est sélectionné et porte le numéro 17 pendant le tournoi. Il dispute l'entièreté du quart de finale contre les Pays-Bas U17 (défaite, 0-3). Les joueurs néerlandais remportent la compétition.
Le 18 août 2019, il est présélectionné par Patrice Beaumelle avec le Maroc olympique pour une double confrontation contre l'équipe du Mali olympique comptant pour les qualifications à la Coupe d'Afrique des moins de 23 ans. Lors de la même trêve internationale, il est également sélectionné avec l'équipe belge -18 ans. Anouar Ait El Hadj tranche rapidement et dispute le 6 septembre 2019 son premier match avec l'équipe belge U18. Sous les ordres de Wesley Sonck, il dispute au total quatre matchs amicaux.
Le 18 mai 2021, Anouar Ait El Hadj est sélectionné par Jacky Mathijssen, sélectionneur de l'équipe espoirs belge, avec 22 autres joueurs pour prendre part aux qualifications pour l'Euro espoirs 2023. Le 4 juin 2021, il dispute son premier match en tant que titulaire avec l'équipe de Belgique espoirs contre l'équipe du Kazakhstan espoirs (victoire, 1-3). 

#### Entre le Maroc et la Belgique
En mai 2021, Vahid Halilhodžić, sélectionneur du Maroc, révèle à la presse flamande suivre de très près le joueur d'Anderlecht pour une possible convocation en équipe du Maroc.

## Style de jeu
Milieu offensif très habile techniquement et doté d'une excellente vision du jeu, Anouar Ait El Hadj peut également jouer en tant qu'ailier gauche. En raison de ses caractéristiques et de ses origines marocaines, il est comparé à Mbark Boussoufa, ancien joueur marocain du RSC Anderlecht. Anouar Ait El Hadj est connu pour être un joueur qui court plus de 13 km par match et qui préfère plutôt délivrer des passes décisives que marquer des buts. Fan du FC Barcelone et du Tiki-taka, ses touches de balles ont des caractéristiques similaires au jeu catalan. Lors de la deuxième partie de saison 2020-2021, le trio qu'il forme avec Adrien Trebel et Albert Sambi Lokonga fait beaucoup parler de lui dans la presse belge,.
Sa petite taille (1,68 m) est souvent remise en question en Belgique. Anouar Ait El Hadj n'y accorde pas d'importance et n'y voit aucun inconvénient, estimant que son centre de gravité bas est justement un avantage pour dribbler.

## Statistiques

### En club
| Saison                | Club                  | Championnat           | Championnat | Championnat | Championnat | Coupe(s) nationale(s) | Coupe(s) nationale(s) | Coupe(s) nationale(s) | Supercoupe | Supercoupe | Supercoupe | Compétition(s) continentale(s) | Compétition(s) continentale(s) | Compétition(s) continentale(s) | Compétition(s) continentale(s) | Autres compétitions | Autres compétitions | Autres compétitions | Autres compétitions | Total | Total | Total |
| Saison                | Club                  | Division              | M.          | B.          | P.d.        | M.                    | B.                    | P.d.                  | M.         | B.         | P.d.       | Comp.                          | M.                             | B.                             | P.d.                           | Comp.               | M.                  | B.                  | P.d.                | M.    | B.    | P.d.  |
| 2019-2020             | RSC Anderlecht        | Division 1A           | 2           | 0           | 0           | -                     | -                     | -                     | -          | -          | -          | -                              | -                              | -                              | -                              | PO1                 | -                   | -                   | -                   | 2     | 0     | 0     |
| 2020-2021             | RSC Anderlecht        | Division 1A           | 22          | 3           | 0           | 3                     | 0                     | 0                     | -          | -          | -          | -                              | -                              | -                              | -                              | PO1                 | 6                   | 1                   | 0                   | 31    | 4     | 0     |
| 2021-2022             | RSC Anderlecht        | Division 1A           | 23          | 2           | 1           | 6                     | 0                     | 0                     | -          | -          | -          | C4                             | 2                              | 0                              | 0                              | PO1                 | 4                   | 0                   | 0                   | 35    | 2     | 1     |
| 2022-2023             | RSC Anderlecht        | Division 1A           | 3           | 1           | 0           | 2                     | 0                     | 0                     | -          | -          | -          | C4                             | 2                              | 0                              | 0                              | -                   | -                   | -                   | -                   | 7     | 1     | 0     |
| Sous-total            | Sous-total            | Sous-total            | 50          | 6           | 1           | 11                    | 0                     | 0                     | -          | -          | -          | -                              | 4                              | 0                              | 0                              | -                   | 10                  | 1                   | 0                   | 75    | 7     | 1     |
| 2022-2023             | RSCA Futures          | Division 1B           | 8           | 2           | 1           | -                     | -                     | -                     | -          | -          | -          | -                              | -                              | -                              | -                              | PO                  | -                   | -                   | -                   | 8     | 2     | 1     |
| 2022-2023             | Jong Genk             | Division 1B           | 1           | 0           | 0           | -                     | -                     | -                     | -          | -          | -          | -                              | -                              | -                              | -                              | PO                  | 2                   | 0                   | 0                   | 3     | 0     | 0     |
| 2022-2023             | KRC Genk              | Division 1A           | 9           | 0           | 0           | -                     | -                     | -                     | -          | -          | -          | -                              | -                              | -                              | -                              | PO1                 | 1                   | 0                   | 0                   | 10    | 0     | 0     |
| 2023-2024             | KRC Genk              | Division 1A           | 9           | 2           | 0           | 2                     | 1                     | 0                     | -          | -          | -          | C1+C3+C4                       | 2+0+4                          | 0+0+0                          | 0+0+0                          | PO1+BE              | 9                   | 2                   | 0                   | 26    | 5     | 0     |
| Sous-total            | Sous-total            | Sous-total            | 18          | 2           | 0           | 2                     | 1                     | 0                     | -          | -          | -          | -                              | 6                              | 0                              | 0                              | -                   | 10                  | 2                   | 0                   | 36    | 5     | 0     |
| 2024-2025             | Union Saint-Gilloise  | Division 1A           | 19          | 3           | 1           | 2                     | 0                     | 0                     | 0          | 0          | 0          | C1+C3                          | 2+7                            | 0+0                            | 0+1                            | PO1                 | 9                   | 2                   | 5                   | 39    | 5     | 7     |
| 2025-2026             | Union Saint-Gilloise  | Division 1A           | 4           | 0           | 1           | -                     | -                     | -                     | 1          | 0          | 0          | -                              | -                              | -                              | -                              | -                   | -                   | -                   | -                   | 5     | 0     | 1     |
| Sous-total            | Sous-total            | Sous-total            | 23          | 3           | 2           | 2                     | 0                     | 0                     | 1          | 0          | 0          | -                              | 9                              | 0                              | 1                              | -                   | 9                   | 2                   | 5                   | 44    | 5     | 8     |
| Total sur la carrière | Total sur la carrière | Total sur la carrière | 100         | 13          | 4           | 15                    | 1                     | 0                     | 1          | 0          | 0          | -                              | 19                             | 0                              | 1                              | -                   | 31                  | 5                   | 5                   | 166   | 19    | 10    |

## Palmarès

### En club
|  |  | KRC Genk - Championnat de Belgique : - Vice-champion : 2023. |  | Union Saint-Gilloise - Championnat de Belgique (1) : - Champion : 2025. - Supercoupe de Belgique (1) : - Vainqueur : 2024. - Finaliste : 2025. |

### Distinctions individuelles
- 2019 : Meilleur joueur de la Future Cup (nl)[31].
- 2021 : Plus beau but du mois d'avril en Jupiler Pro League[32].
- 2021 : Nommé pour le titre du meilleur espoir de la saison en Jupiler Pro League[33].